# Trogoblemma cacodoxica
Trogoblemma cacodoxica là một loài bướm đêm trong họ Noctuidae.